# Toguna
Una toguna o casa de la palabra, también escrito como togu'na o togu na, que significa «gran refugio» es un edificio público erigido por el pueblo dogón en el país de Malí, en África occidental. Las togunas suelen estar situadas en el centro de la aldea.
Las togunas se construyen con un techo muy bajo con el propósito expreso de obligar a los visitantes a sentarse en lugar de permanecer de pie. Esto ayuda a evitar la violencia cuando las discusiones se intensifican. Los ancianos de la aldea las utilizan para discutir los problemas de la comunidad, pero también pueden servir como lugar para impartir el derecho consuetudinario.
En la práctica, la toguna se utiliza como un lugar de reunión general en el centro de la aldea, ofreciendo sombra y alivio del calor del mediodía, donde los ancianos de la aldea pasan las horas más calurosas del día hablando entre ellos.
Las toguna son obras de arte que se pueden encontrar en galerías, museos y colecciones privadas de todo el mundo con sus tallas en relieve de hombres o mujeres con genitales exagerados para representar la fertilidad y el futuro de la sociedad dogon.